# Song Young-gil
Song Young Gil (coréen : 송영길 ; hanja : 宋永吉 ; né le 21 mars 1963) est un homme politique sud-coréen qui a été le leader du Parti démocratique de centre-libéral du 2 mai 2021 au 10 mars 2022. 
Il a été député à l'Assemblée nationale sud-coréenne, ainsi que président de la commission des affaires étrangères et de l'unification de la 21e Assemblée nationale. Il a précédemment occupé le poste de maire d'Incheon de 2010 à 2014. Avant d'être maire, il a été militant étudiant du mouvement démocratique et membre de l'Assemblée nationale coréenne pendant trois mandats. Dans sa vie personnelle, il est catholique pratiquant.

## Biographie
Song, Young Gil est né à Goheung, dans la province de Jeolla du Sud, quatrième fils d'un fonctionnaire pauvre. En mai 1980, alors qu'il était lycéen, il a été témoin du mouvement de démocratisation de Gwangju. Après être entré à l'université Yonsei pour étudier le commerce en 1981, il a rejoint les manifestations démocratiques de juin et réussit à faire retirer le Conseil des étudiants contrôlé par le gouvernement en 1984. Il est ensuite devenu le premier président du Conseil des étudiants élu au suffrage direct et a ensuite dirigé le mouvement de démocratisation des étudiants. Il a été emprisonné en conséquence. En 1988, il a été reconnu pour sa contribution à la démocratisation de la Corée du Sud et a été rétabli dans ses droits.
Après sa libération de prison en 1985, Song s'installe à Incheon pour commencer sa vie d'ouvrier. Il est devenu soudeur à l'usine de Daewoo Motor à Incheon. Il a également travaillé dans des usines de montres, de gants et de meubles pendant deux ans. En 1987, avec le soutien de la fondation allemande pour les droits de l'homme Bread for the World et de Kim Dae-jung, Kim Young-sam et d'autres politiciens, Song a créé les Christian Public Education Research Institutes à Bupyeong, Incheon. Song a fourni des conseils juridiques en cas de violation des droits de l'homme, une éducation sur les syndicats et un soutien juridique. Tout en travaillant comme chauffeur de taxi, il a démocratisé le syndicat des taxis et est devenu le premier secrétaire général du syndicat national des taxis, division d'Incheon, en 1991. Il s'est consacré à la promotion des droits des travailleurs du secteur des transports.
Après avoir réussi l'examen national du barreau en 1994, il se rend à Incheon. Il travaille comme avocat des droits de l’homme. 

## Carrière politique
Il s’est présenté à l’élection partielle de 1999 mais perd contre Ahn Sang Soo. Peu après, Song commence sa carrière en tant que député à l’Assemblée nationale en 2000.

### Activités en faveur des droits de l'Homme
Fort de son expérience en tant qu'avocat, Song postule pour travailler au sein du Comité de la législation et du pouvoir judiciaire afin de s'occuper des projets de loi étroitement liés aux moyens de subsistance de la population et aux droits de l'homme. Song a dirigé une délégation de l'Assemblée nationale qui a participé à une conférence parlementaire sur les droits de l'homme pour les cinq nations d'Asie du Nord-Est, qui s'est tenue en Mongolie. Lors de cette conférence, il fait un discours sur la situation des droits de l'homme en Corée et a proposé une législation sur les crimes anti-humanitaires. En tant que membre du comité législatif et judiciaire de l'Assemblée nationale, Song a joué un rôle crucial dans la création d'une loi sur la Commission nationale des droits de l'homme. 
Song a également assumé le rôle de président de la Commission du Parti démocratique sur la tragédie de Yong-san afin de négocier avec le gouvernement et la ville de Séoul sur les questions d'indemnisation et de funérailles.

### Correction de l'histoire déformée
Les événements survenus pendant la colonisation japonaise de la Corée sont des questions épineuses depuis des décennies, notamment la question de l'indemnisation des femmes de réconfort coréennes utilisées par l'armée japonaise, l'histoire déformée qui apparaît dans les manuels scolaires japonais, ainsi que le nom et les droits territoriaux sur l'îlot de Dokdo. En réponse à cela, Song propose avec d'autres législateurs une résolution sur la déformation des livres d'histoire japonais et l'élimination des vestiges de la période coloniale japonaise, demandant une action immédiate du gouvernement coréen. 
En 2001, grâce aux activités d'un comité spécial, Song envoie des CD contenant des informations sur l'invasion du Japon, les femmes de réconfort et la déformation des livres d'histoire japonais à 600 institutions étrangères, exigeant des excuses du Japon et demandant le soutien des autres nations. En plus de demander des excuses au Japon, Song participe à la conférence conjointe du Conseil interparlementaire Corée-Japon et a proposé une déclaration qui cherchait des moyens pour la Corée et le Japon de coopérer dans divers domaines en tant que nouveaux partenaires. À ce titre, Song a mis en avant une perception plus juste de l'histoire et a contribué à un partenariat tourné vers l'avenir.

### Guerre en Irak et paix
Partant d'une compréhension commune de la situation en Irak en 2003, Song et d'autres législateurs sud-coréens ont rédigé une déclaration et une résolution anti-guerre en demandant aux autres de s’y joindre. Ensuite, ils ont formé une équipe d’enquête sur l’Irak, dirigée par Song, pour visiter l’Irak afin de trouver une solution pacifique par le biais de l’extension des inspecteurs en désarmement de l’Organisation des Nations unies (ONU) et de promouvoir le soutien des législateurs coréens à une résolution pacifique de la guerre en Irak dans le monde entier.
Les législateurs ont rencontré l'ancien président du Congrès irakien, Saadoun Hammadi, pour exprimer leur opinion selon laquelle l’Irak pourrait éviter la guerre en se conformant aux règlements de l’ONU, ce qui augmenterait sa crédibilité au sein de la société internationale. En tant que secrétaire du Comité spécial sur les coréens tués par les terroristes en Irak, il s’est rendu une nouvelle fois en Irak et a exhorté le monde à agir pour prévenir la guerre et instaurer une paix où règnent la justice et la liberté.

### Soutien au mouvement de démocratisation de Myanmar
En 2007, avec 13 législateurs qui s'étaient consacrés à la démocratisation de la Corée pendant la dictature des années 1980, Song propose conjointement une résolution soutenant la démocratisation du Myanmar et fait don de l'argent collecté à la branche coréenne de l'Alliance pour la démocratisation du Myanmar. En octobre 2008, ils annoncent une résolution demandant la libération de l'assignation à résidence d'Aung San Suu Kyi et ont exprimé leur soutien au peuple du Myanmar qui continue de lutter contre la junte. Ils ont également envoyé une lettre au Secrétaire général des Nations unies, Ban Ki-moon, et au régime militaire du Myanmar pour demander instamment la démocratisation du Myanmar.

### Échange inter-coréens
Song déclare que pour préparer la réunification et résoudre la question nucléaire nord-coréenne, la Corée du Sud doit accroître les coopérations par des échanges économiques, politiques et culturels avec la Corée du Nord, ce qui aiderait l’économie nord-coréenne à accroître son autonomie. Dans ce contexte, Song se rend à Pyongyang avec de jeunes hommes d’affaires en 2003 et discute de la possibilité d’étendre la coopération économique et les échanges culturels entre les deux Corées. Song visite également à plusieurs reprises le complexe industriel de Gaeseong, qui joue un rôle essentiel pour assurer l’autosuffisance de la Corée du Nord et contribuer à la paix dans la péninsule coréenne et dans le monde. 
Après être devenu maire d’Incheon en 2010, Song déclare qu’Incheon serait l’avant-poste de la réconciliation, des échanges, de la paix et de la réunification des deux Corées. Malgré l’opposition du gouvernement, il insiste pour que la paix règne sur les cinq îles situées près de la ligne de démarcation nord en mer de l’Ouest, afin de favoriser le développement économique d’Incheon. En même temps, Song fournit des produits aux mères et aux bébés de Corée du Nord grâce à un accord avec la Korea Peace Foundation, ce qui ouvre une porte auparavant fermée après le naufrage du Cheonan par la Corée du Nord.

### Renforcement de la compétitivité des PME
Durant son mandat de six ans comme membre de la commission des finances et de l'économie de l'Assemblée nationale sud-coréenne, Song incite le Parti démocratique à s'intéresser de près à renforcer la compétitivité des petites et moyennes entreprises (PME), qui représentent 80 % du marché coréen et à trouver des solutions. En formant un comité spécial, il tient des dizaines de réunions avec des petites entreprises et dirige des audiences pour réduire les différences et trouver des solutions. En temps voulu, il obtient du gouvernement la promesse d'apporter un soutien rapide aux petites entreprises performantes.

### Activités diplomatiques
Song est devenu président de la commission du XXIe siècle du Conseil interparlementaire coréen-japonais en 2004, et tient des discussions et des conférences sur les diverses questions concernant la Corée et le Japon. Il a également été président de l'Association d'amitié des parlements Corée-France et a mené des échanges actifs pour promouvoir la connaissance de l'Union européenne et de la France. 
En 2007, il reçoit la Légion d'Honneur Chevalier de la France pour son dévouement à la promotion des relations entre la Corée et la France. Après son second mandat, Song visite les États-Unis, l'Australie, la Chine et d'autres nations voisines. Lorsque les négociations de l'ALE[Quoi ?] entre la Corée et les États-Unis commencent en 2006, Song devient le président du comité spécial du parti Uri sur l'ALE entre les deux pays de refléter les opinions des parties prenantes et de prendre des mesures, ce qui lui a permis de multiplier les échanges avec les responsables américains, notamment les délégués aux négociations et les membres du Congrès américain. La reconnaissance des produits du complexe industriel de Gaesong comme produits coréens étant devenue une question brûlante, Song a échangé des opinions sur le complexe industriel de Gaesong qui pourrait aider la Corée du Nord à devenir autonome et garantir la paix dans la péninsule coréenne.  Toujours en 2007, à l'invitation d'un sénateur américain[Lequel ?], il assiste à une réception marquant l'ouverture du Congrès américain et a discuté de l'accord de libre-échange entre la Corée et les États-Unis, du programme nucléaire nord-coréen et de la paix dans la péninsule coréenne avec le candidat à la présidence de l'époque, M. Obama, le sénateur Joe Biden et d'autres membres du Congrès du parti démocrate. 
En 2008, les résultats de l'élection présidentielle américaine et la reprise du pouvoir par le parti démocrate après 8 ans exigent une nouvelle coopération et des échanges étroits entre la Corée et les États-Unis. Song forme un comité spécial sur le développement des relations entre les deux pays et s'efforce, en tant que président, d'établir des relations diplomatiques équilibrées.

### Élections du maire d'Incheon
Après avoir déclaré son intention de se présenter à l'élection du maire d'Incheon, Song explique qu'il se présentait pour gagner. À cette époque, la victoire du Parti démocratique dans les trois régions métropolitaines de Séoul, de la province de Gyeonggi et d'Incheon était incertaine, mais il a clairement indiqué qu'il gagnerait à Incheon, ce qui entraînerait des victoires à Séoul et de la province de Gyeonggi et jetterait les bases d'un changement d'administration. 
À l'annonce de sa candidature, Song parle de ses projets visant à encourager les petites entreprises, à équilibrer le développement entre la vieille ville et la nouvelle ville, à étendre les services sociaux, à améliorer la compétitivité de l'éducation et à fournir des repas écologiques gratuits pour faire d'Incheon la capitale économique de la Corée,.

### Université de Tsinghua
Song se présente à la 6e élection locale (élection du maire d'Incheon) en 2014. Après avoir perdu l'élection contre Yoo, Jeong Bok par 1,75 %, il décide d'étudier à l'étranger à l'université Tsinghua, en Chine. Pendant ses études à l'université Tsinghua, ses axes de recherche étaient le logement, l'emploi et le système de protection sociale. Il rentre en Corée en 2015. Après le mois d'octobre, il lance le laboratoire de recherche « manger et vivre » afin de transformer ses recherches à l'université de Tsinghua en politique.

### Membre de la20eAssemblée nationale
Le 1er mars 2016, Song déclare se présenter à l'Assemblée nationale sud-coréenne en tant que démocrate dans la circonscription de Gyeyang à Incheon, qu'il représentait les années précédentes. Il envisage de se présenter dans une circonscription compétitive. Cependant, il décide de se présenter dans la circonscription de Gyeyang après que Choi Won Sik, membre de l'assemblée, ait quitté le parti démocrate malgré la persuasion de Song de rester. Song déclare qu'il se présentera à la direction du parti après les élections générales, et dit qu'il prendra l'entière responsabilité de l'ensemble des élections à Incheon et qu'il récupérera la politique d'Incheon. Le 13 avril 2016, il remporte le poste avec 12 % des voix face à Yoon, Hyung-sun du parti Saenuri. Il revient à l'Assemblée nationale après 6 ans, pour la première fois depuis qu'il s'est présenté à la 5e élection générale en 2010.
Le 24 juillet 2016, il déclare sa candidature à la direction du parti. Il s'engage à se consacrer à faire du parti une opposition « forte », et à remplacer le gouvernement Saenuri lors de la prochaine élection présidentielle. Dès lors, il est considéré comme le principal candidat représentant les démocrates de la grande majorité. Cependant, il perd l'élection primaire. Les commentateurs politiques analysent la « coupure » de Song pour deux raisons : la disparité des électeurs « pro-Roh » (pro-Roh Moo-Hyun) et la candidature de dernière minute de Lee, Jong-kul, qui a rassemblé de nombreux électeurs « non-Roh ». Le 8 février 2017, Song rejoint la campagne de Moon, Jae-in pour la 19e élection présidentielle en tant que directeur de campagne en chef. On sait par la suite que Moon a persuadé Song à plusieurs reprises de rejoindre sa campagne présidentielle. Song a déclaré : « J'ai également envisagé de me présenter à l'élection présidentielle, mais j'ai décidé de coopérer avec Moon pour remplacer le gouvernement et je crois qu'aider Moon, c'est répondre à l'appel[réf. nécessaire]. »
Au début de la présidence de Moon, Song est désigné comme envoyé spécial du président Moon Jae-in auprès de la fédération de Russie en mai 2017. Au mois d'août suivant, Song devient le président du Comité présidentiel sur la coopération économique du Nord, qui détient le grade équivalent à celui d'un vice-premier ministre.

### Leader du parti démocratique
Le 2 mai 2021, Song est élu nouveau président du Parti démocratique. Il obtient 35,60 %, battant de justesse Hong Young-pyo avec une marge de 0,59 %.
Le 7 mars 2022, deux jours avant l'élection présidentielle sud-coréenne de 2022, Song est attaqué alors qu'il faisait campagne pour le candidat à la présidence, Lee Jae-myung, à Sinchon. 

### Élections du maire de Séoul
Le 1er avril 2022, il déclare sa candidature à l'élection du maire de Séoul lors de la 8e élection locale nationale simultanée. Il devient le candidat démocrate en battant l'ancien législateur Kim Jin-ae lors des primaires démocrates. Cependant, lors de l'élection principale, il perd contre Oh Se-hoon.

### Séjour en France
Après les élections du maire de Séoul, Song décide d’enseigner et d’étudier à Paris, en France. Le 1er décembre 2022, il est nommé Senior Research Fellow et Visiting Professor à l'École Supérieure de Commerce de Paris. Ses sujets de recherche de prédilection pendant son séjour sont la démographie, pour combattre la problématique du taux de naissance en particulier, l’énergie nucléaire et la protection de l’environnement. Il restera en France jusqu’en juillet 2023.